# Brenda Pérez
Brenda Pérez Soler (Vilassar de Mar, 27 juni 1993) is een Spaans voetbalster. Ze speelt als middenvelder bij RCD Espanyol.

## Clubvoetbal
Pérez speelde tot 14-jarige leeftijd met jongens in een zaalvoetbalteam in Badalona. Vervolgens kwam ze in de jeugd van RCD Espanyol. Pérez debuteerde in het seizoen 2011/2012 voor de club en met Espanyol won ze in 2012 de Copa de la Reina. Na periodes bij CE Sant Gabriel (2013-2014), Valencia CF (2014), Atlético Madrid (2014-2015) en CD Canillas (2015-2016), keerde Pérez in 2016 terug bij Espanyol.

## Nationaal elftal
In 2015 debuteerde Pérez in het Catalaans elftal in een wedstrijd tegen Galicië (0-5). Eerder speelde ze in de Spaanse jeugdelftallen.